# Центральная провинция (Папуа — Новая Гвинея)
Центральная провинция (англ. Central Province) — провинция Папуа — Новой Гвинеи, расположенная на южном побережье страны. Административный центр — город Порт-Морсби, который также является и столицей государства. 9 октября 2007 года было объявлено о планах создания нового административного центра — Баутама, который находится недалеко от Порт-Морсби в центре провинции.
Ток-писин является основным языком во всех городах Папуа — Новой Гвинеи, но в Центральной провинции преобладает хири-моту. Исключение составляет Порт-Морсби.
Провинция делится на 4 района:
- Абау
- Гоилала
- Каируку-Хири
- Риго